# Divovski amazonski lopoč
Divovski amazonski lopoč (lat. Victoria amazonica), biljna vrsta u rodu viktorija (Victoria) iz porodice lopočevki (Nymphaeaceae), najveći je lopoč na svijetu čija je domovina bazen Amazone, Brazil, Peru, Bolivija, Kolumbija i Gvajana, a također je introducirana na Javu, Indiju, Vijetnam i Trinidad i Tobago.
Listovi ovog lopoča dosežu i do 3 metra u promjeru, a mogu podnijeti 50 kg težine. Listovi su poznati i po tome što mijenjaju boju, a prije nego što uginu puste snažan miris.

## Vanjske poveznice
|  | Zajednički poslužitelj ima još gradiva o temi Victoria amazonica |
|  | Wikivrste imaju podatke o taksonu Victoria amazonica             |